# I Am the Night (альбом Perturbator)
 I Am the Night  ― второй альбом французского музыканта Perturbator, написанный в жанре дарксинт. Альбом был выпущен 21 декабря 2012 года.

## Об альбоме
По словам музыканта, альбом повествует о человеке, которому нечего терять. Он бродит по грязным улицам неназванного мегаполиса, залитого неоновым светом.
I Am the Night является одним из первых альбомов, написанных в жанре дарксинт, поэтому, в отличие от более поздних работ музыкантов в данном жанре, альбом выполнен в стилистике киберпанка, а его звучание напоминает работы Джона Карпентера и музыку видеоигр 80-х годов. В начале некоторых композиций альбома были отрывки аудио из различных фильмов, например в «The New Black» была вставлена речь из фильма Телесеть.
В альбоме активно используются синтезаторы, что создаёт в музыке мрачную атмосферу. Большинство композиций звучат грозно и у музыки есть быстрый темп. Тем не менее некоторые песни гораздо спокойнее, или отличаются по настроению. Например, «Retrogenesis» больше похож на композицию в жанре EBM, а в «Desire» и «Naked Tongues» вокал делает музыку уютнее.

## Восприятие
I Am the Night получил положительные отзывы как от критиков, так и от слушателей.
Алекс Сполдинг из yeahiknowitsucks похвалил альбом за разнообразность звучания музыки в альбоме. Также он отмечал разнообразность звучания композиций и захватывающую мрачную атмосферу. Из-за этого в конце рецензии критик объявил, что желает пойти в зал игровых автоматов.
Тим Блевинс на сайте musicreview похвалил вокал в альбоме и сказал, что музыка в альбоме очень подходит для музыки во время погони. По мнению критика, альбом довольно длинный, но всё же не даёт заскучать.

## Список композиций
| №                   | Название                      | Длительность |
| ------------------- | ----------------------------- | ------------ |
| 1.                  | «The New Black»               | 2:16         |
| 2.                  | «Retrogenesis»                | 4:55         |
| 3.                  | «Eclipse»                     | 6:29         |
| 4.                  | «I Am The Night»              | 6:19         |
| 5.                  | «Naked Tongues»               | 7:50         |
| 6.                  | «Nexus Six / Interlude»       | 2:28         |
| 7.                  | «Technoir»                    | 4:45         |
| 8.                  | «Desire»                      | 6:01         |
| 9.                  | «Deviance»                    | 5:09         |
| 10.                 | «Raining Steel»               | 4:09         |
| 11.                 | «Ghost Dancers Slay Together» | 6:09         |
| 12.                 | «The Price Of Failure»        | 6:21         |
| 13.                 | «Volcanic Machinery»          | 5:22         |
| 14.                 | «Lilith»                      | 4:15         |
| 15.                 | «Girl In A Black Dress»       | 4:48         |
| Общая длительность: | Общая длительность:           | 1:02:57      |